# Entrevue de Bologne (1515)
Pour les articles homonymes, voir Entrevue de Bologne.
Ne doit pas être confondu avec Concordat de Bologne.
L'entrevue de Bologne est une discussion engagée à Bologne en décembre 1515 entre François Ier et Léon X. Cette rencontre définit les nouvelles relations entre l'Église catholique romaine et le roi de France auréolé du prestige de sa victoire à Marignan. Les négociations de cette rencontre aboutissent au concordat de Bologne, signé à Rome le 18 août 1516 par le pape Léon X et le chancelier de France Antoine Duprat, lors du Ve concile du Latran.
Parmi les principales décisions, le pape Léon X cède Parme et Plaisance à la France,.